# 察隅龙蜥
察隅龙蜥（学名：Diploderma yangi ），一种于中国西藏自治区东部察隅县怒江上游河谷地区发现的爬行动物，隶属于鬣蜥科（飞蜥科）龙蜥属。拉丁种加词源自中国科学院昆明植物研究所杨大同的姓氏，以纪念其对横断山地区两栖爬行动物研究作出的突出贡献。